# 金澤利翼
金澤 利翼（かなざわ としすけ、1936年8月29日 - ）は、山口県出身のボディビルダー、トレーナー。広島県発のトレーニングジム「広島トレーニングセンター」設立者・会長、広島県ボディビル・フィットネス連盟 理事長。ボディビルディング日本チャンピォン。

## 経歴
2022年時点で現役最高齢となる85歳のボディビルダーであり、ボディービル界で金澤を知らない者はいないという。
太平洋戦争中は疎開先で芋を掘り、虫を捕まえ、腹の足しにしており、その頃の我慢と苦労が自分を支えているという。
広陵高等学校、広島修道大学短期学部に進学し、元々は競泳選手であったが、ボディビルダーに傾倒し始め、定職に就かずにトレーニングに集中していたという。
1960年に日本選手権優勝し、1963年に2度目の「ミスター日本」の称号を手にし、1967・1969年の世界選手権でも4位入賞。1965年に「広島トレーニングセンター」（広島初となるトレーニングジム）を設立し、会長に就任するためにボディビルダーを引退。
50歳になる前に、鏡の前で自分の衰えた姿を見て落胆し、ボディビルダーとして1から鍛え直す事を決意し、ボディビルに復帰。1998-2002年の日米親善大会にてアメリカに勝利し、優勝。2016年に40歳以上が集う「世界マスターズボディビル選手権」に出場し、57歳で再び日本一に輝き、快進撃を続けた。

## 人物
- 夢や目標を持つことが大事であると強く提唱している[2][3]。「いくつになっても目標を持ち続けること、挑戦し続けること」が大事であるといい、スマートフォンやSNSも使用し始め、英語も勉強するなど精力的に行動を起こしているという[2]。「食事の内容を変える」「1日10分だけ歩く」など身近な事から始め、目標を持てば人生を変えられると提唱している[2]。

- 広島県初のトレーニングジムの創始者[2]。

- トレーニングについて「がむしゃらはダメ」と説いており、理論に基づいたトレーニング法を提唱している[2][3]。また日々の生活もトレーニング的な物であり、食事・掃除・洗濯など全て1人でこなしているという[2]。

### 肉・魚を摂らない食生活
金澤は「昔は粗食だったが、お年寄りは病気知らずでした。日本人の腸には日本食が最も適している」と語り、肉・魚・乳製品のタンパク源は摂らず、ステーキなども食べず、玄米・十六穀米・納豆・卵入りみそ汁・フルーツの1日3食の食生活を50歳から30年以上も続けてるという。足りないタンパク質はプロテインで摂り、栄養素もビタミン剤で補う。金澤の食生活は徹底した物であり「肉や魚を食べなければ筋肉は鍛えられないという世の中の常識を覆したい。日本食の素晴らしさを世界に伝えることも私の役目」と笑う。酒類や清涼飲料水など「体に悪いと思うものは体内に入れない」と語っている。